# 전승기념탑 (방콕)

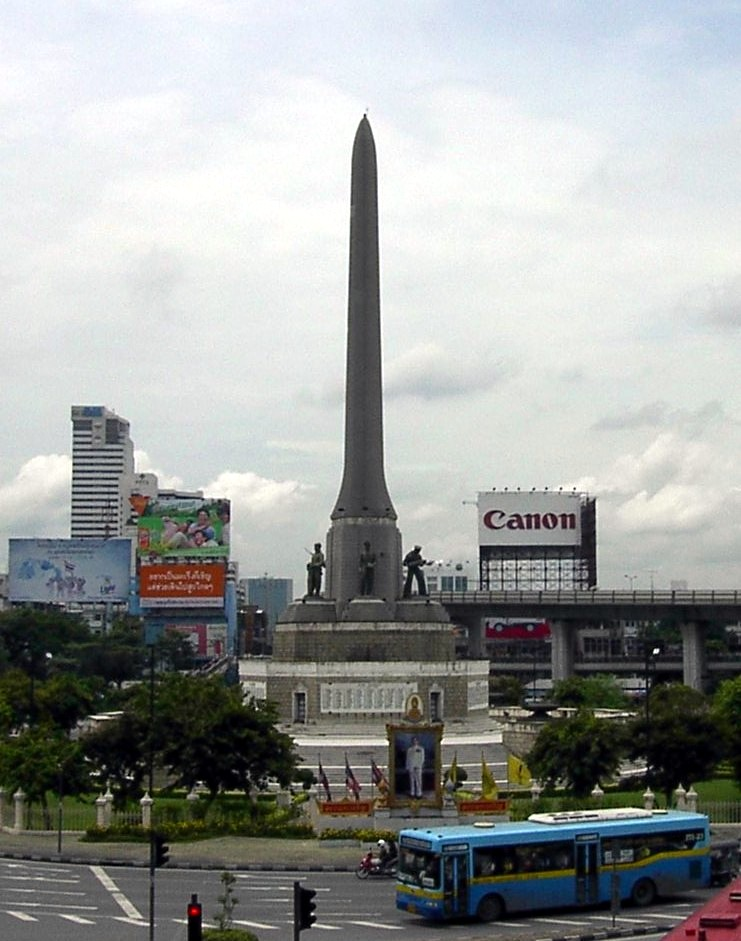
전승기녑탑

전승기녑탑(태국어: อนุสาวรีย์ชัยสมรภูมิ)은 태국 방콕 랏차테위 지역에 있는 기념탑이다. 1940년에 일어난 프랑스-태국 전쟁에서 프랑스군과 싸워 전몰한 태국군 병사를 위령하기 위해 1941년에 방콕에 지어졌다. 이 탑은 빠혼요틴 거리와 랏차테위 대로가 교차하는 곳에 위치하고, 주위는 회전식으로 되어있다.